# 戴润生
戴润生（1916年—2011年），江西吉水人，中国人民解放军将领、中国人民解放军少将。
曾任中国人民解放军军事学院训练部部长，原中国人民志愿军第16军政委。1955年，授予中国人民解放军少将。1970年，接替刘浩天，担任东海舰队政治委员。1978年，由方正平接任。1955年，授中国人民解放军少将军衔。